# Saiph

Constelaţia Orion fotografiată din Germania.

Saiph / Kappa Orionis / κ Ori / κ Orionis / 53 Orionis  este cea de-a șasea cea mai strălucitoare stea din constelația Orion. Numele său tradițional, Saiph, provine din sintagma arabă 'سیف الجبّار' (saif al jabbar), care semnifică „sabia uriașului”, unde saif semnifică „sabie”. Inițial, acest nume a apartinut stelei ι Orionis (care este de fapt parte a asterismului Sabia lui Orion) și stelei η Orionis, dar apoi, a fost din greșeală, transferat la Saiph.
Steaua Saiph este situată la o distanță de 722 de ani-lumină (227 pc) de Sistemul nostru Solar. Saiph are aceleași dimensiuni ca și cele ale stelei Rigel, dar este mult mai puțin strălucitoare întrucât temperatura superficială de 26.000  K face ca steaua să emită mai mult în regiunea ultravioletă a spectrului decât în cea vizibilă.
Comparată cu Soarele, Saiph este o stea enormă; are cam de 14-17 ori masa solară, iar raza sa este de 11 de ori mai mare decât cea a Soarelui. Clasificarea sa stelară este B0.5 Iab.